# Аригуани
Аригуани или Эль-Дифисиль (исп. Ariguaní) — муниципалитет и город на севере Колумбии, на территории департамента Магдалена.

## История
До испанского завоевания на территории Аригуани проживали представители индейского племени чимилов. Поселение, из которого позднее вырос город, было основано в 1901 году. Муниципалитет Аригуани был выделен в отдельную административную единицу в 1966 году.

## Географическое положение

Муниципалитет Аригуани

Город расположен в юго-восточной части департамента, к востоку от реки Арены (бассейн Магдалены), на расстоянии приблизительно 150 километров к юго-юго-востоку (SSE) от Санта-Марты, административного центра департамента Магдалена. Абсолютная высота — 252 метра над уровнем моря.

Муниципалитет Аригуани граничит на севере с муниципалитетом Сабанас-де-Сан-Анхель, на западе и юго-западе — с муниципалитетом Нуэва-Гранада, на юге — с муниципалитетом Санта-Ана, на востоке — с территорией департамента Сесар. Площадь муниципалитета составляет 1403 км².

## Население
По данным Национального административного департамента статистики Колумбии, совокупная численность населения города и муниципалитета в 2015 году составляла 32 166 человек.
Динамика численности населения муниципалитета по годам:
| 2005   | 2006   | 2007   | 2008   | 2009   | 2010   | 2011   | 2012   | 2013   | 2014   |
| ------ | ------ | ------ | ------ | ------ | ------ | ------ | ------ | ------ | ------ |
| 31 047 | 31 147 | 31 243 | 31 346 | 31 455 | 31 572 | 31 687 | 31 806 | 31 932 | 32 044 |

Согласно данным переписи 2005 года мужчины составляли 51,9 % от населения Аригуани, женщины — соответственно 48,1 %. В расовом отношении преобладают белые и метисы.
Уровень грамотности среди населения старше 15 лет составлял 77,7 %.

## Экономика
Основу экономики Аригуани составляет сельскохозяйственное производство.

41,9 % от общего числа городских и муниципальных предприятий составляют промышленные предприятия, 36,4 % — предприятия торговой сферы, 12,9 % — предприятия сферы обслуживания, 8,8 % — предприятия иных отраслей экономики.

## Транспорт
Через город проходит национальное шоссе № 80 (исп. Ruta Nacional 80).